# Kiełków
Kiełków – wieś w Polsce, położona w województwie podkarpackim, w powiecie mieleckim, w gminie Przecław.
| SIMC    | Nazwa      | Rodzaj    |
| ------- | ---------- | --------- |
| 0658627 | Berdechów  | część wsi |
| 0658633 | Kąty       | część wsi |
| 0658640 | Kochanówka | część wsi |
| 0658656 | Kolonia    | część wsi |
| 0658662 | Miasteczko | część wsi |
| 0658679 | Wychylówka | część wsi |

Wieś po raz pierwszy wzmiankowano w 1376, kiedy to przeniesiono ją na prawo niemieckie. Z 1408 r. pochodzi wzmianka o instytucji sołtysa we wsi. W latach 1471–1475 kilkukrotnie wspominany jest folwark Gruszów obok Kiełkowa, wchłonięty zapewne przez rozrastającą się wioskę. W 1375 Jan Feliks Tarnowski odsprzedaje Kiełków Mikołajowi z Frysztaku. W 1536 posiadłość "Kiełków z folwarkiem" należały już do klucza Rzochowskiego. W latach 1954–1960 wieś należała i była siedzibą władz gromady Kiełków, po jej zniesieniu w gromadzie Przecław. W latach 1975–1998 miejscowość administracyjnie należała do województwa rzeszowskiego.
Wschodnią granicę wsi wyznacza rzeka Wisłoka, przez którą można było dawniej przeprawić się promem do Rzochowa (dzisiejsza dzielnica Mielca). Przez miejscowość przechodzą dwie drogi: z Przecławia do Mielca i z Kiełkowa do Wylowa. W Kiełkowie ma siedzibę rzymskokatolicka parafia Zmartwychwstania Pańskiego, szkoła podstawowa i remiza ochotniczej straży pożarnej.